# Microsoft Launcher
Chronologie des versions
Windows 10 Mobile
Microsoft Launcher est un lanceur d'applications pour le système d'exploitation mobile Android développé par Microsoft et destiné à fournir une intégration plus pratique entre les PC de bureau Windows et les smartphones Android.
Initialement disponible en version bêta depuis octobre 2015 sous le nom Arrow Launcher, la première version stable a été publiée sur le Google Play Store, sous son nom actuel, le 5 octobre 2017. Il ne remplace pas le système d'exploitation Android d'origine, mais ajoute une interface graphique supplémentaire en mettant l'accent sur les applications et services Microsoft.

## Histoire
Projet expérimental du Microsoft Garage, le logiciel voit le jour en 2015 et en octobre de la même année, le launcher atteint la version bêta. En décembre 2017, il a été signalé que Microsoft Launcher avait atteint 10 millions de téléchargements sur Google Play,.

## Objectif
Son objectif est de fournir une base centrée sur l'utilisateur pour les applications Office et Windows via un compte Microsoft. et de "simplifier radicalement l'expérience utilisateur d'Android".

## Fonctionnalités

### Flux
Les fonctionnalités de l'application incluent un flux personnalisable qui affiche des informations pertinentes et personnalisées pour l'utilisateur, telles qu'un flux d'actualités, des listes de tâches, un flux d'agenda, une section d'actualités dédiée (provenant du circuit d'actualités MSN) et la section pour créer des notes et pour faire des listes (même en utilisant une commande vocale). Vous pouvez également choisir d'afficher l'onglet Documents, qui affiche les fichiers Office enregistrés sur OneDrive, et celui avec les contacts avec lesquels vous traitez le plus. Vous pouvez balayer vers le haut depuis le bas de l'écran pour afficher les raccourcis des applications, la barre d'applications comprend une barre de recherche et les applications récemment installées en haut. Le flux est directement lié aux moteurs de recherche Google et Bing.

### Conception
Les graphiques sont hautement personnalisables avec un large éventail d'options, telles que le fond d'écran quotidien Bing comme image d'arrière-plan sur l'écran de verrouillage et/ou l'écran d'accueil.

### Lanceur

#### "Continuer vers le PC"
Le lanceur s'intègre à d'autres applications Android de Microsoft permettant des fonctionnalités telles que "Continuer vers le PC", qui permet à un utilisateur de travailler de manière transparente entre son téléphone et un PC Windows. Par exemple, ils peuvent ouvrir une page Web dans Edge, puis ouvrir exactement la même page sur leur PC, un peu comme la fonction Handoff d'Apple.

#### "Appeler à la maison"
Il convient de noter que le lanceur Microsoft continue de "téléphoner à la maison", avec des connexions à "dev.appboy.com", "app.adjust.com", "vortex.data.microsoft.com", "mobile.pipe.aria. microsoft.com et plus encore. Il n'y a pas de paramètre pour désactiver la collecte de données par Microsoft, ni pour vous désinscrire[réf. nécessaire].